# Талалаєвка (село)
Талала́євка (рос. Талалаевка, башк. Талалаевка) — село у складі Стерлітамацького району Башкортостану, Росія. Входить до складу Підлісненської сільської ради.
Населення — 590 осіб (2010; 591 в 2002).
Національний склад:
- росіяни — 51%